# Вільяторрес
Вільяторрес (ісп. Villatorres) — муніципалітет в Іспанії, у складі автономної спільноти Андалусія, у провінції Хаен. Населення — 4438 осіб (2010).
Муніципалітет розташований на відстані близько 280 км на південь від Мадрида, 19 км на північний схід від Хаена.
На території муніципалітету розташовані такі населені пункти: (дані про населення за 2010 рік)
- Торрекебраділья: 324 особи
- Вадос-де-Торральба: 200 осіб
- Вільяргордо: 3914 осіб

## Демографія
Динаміка населення (INE ):